# Ігри негідників (роман)
«Ігри негідників» — роман українського письменника Сергія Постоловського; опублікований 2012 року у видавництві «Піраміда». Жанр роману визначено як політично-шпигунський трилер.
Роман потрапив до «довгого списку» премії «Книга року ВВС-2012».

## Анотація
| "Ігри негідників" − це парадоксально проста й романтична розповідь про кулуарні змови й кримінальні розбірки. Чи виживе саме життя в конфлікті політики, грошей і сумління? Любов? Вірність? Спокій? Котре їхнє місце серед болісних перетворень України з усіма її трагедіями, зрадами й самою історією не міряними слізьми? До чого приведе переплетення іронії й небезпеки в долі головних героїв? Несподівані відповіді на звичні питання дає Сергій Постоловський у своєму політично-шпигунському романі "Ігри негідників". |

## Огляди
Ростислав Семків на BBC Україна написав: «Роман шалено ангажований — антиамериканський. Звісно, автор відпускає порції критики й на адресу радянської політики та дійсності, але саме антиамериканськість постає отим стрижнем, що дозволяє агентові Чигрину виборсуватися з усіх життєвих колізій, перетривати розпад СРСР, недолугість українських реалій 90-х та світ нового тисячоліття.».

## Цікаві факти
- Під час написання роману, автор користувався архівними матеріалами КДБ і Держдепартаменту США, спілкувався із колишніми розвідниками[2]

## Видання
- 2012 рік — видавництво «Піраміда».